# Großheide 375 (Mönchengladbach)

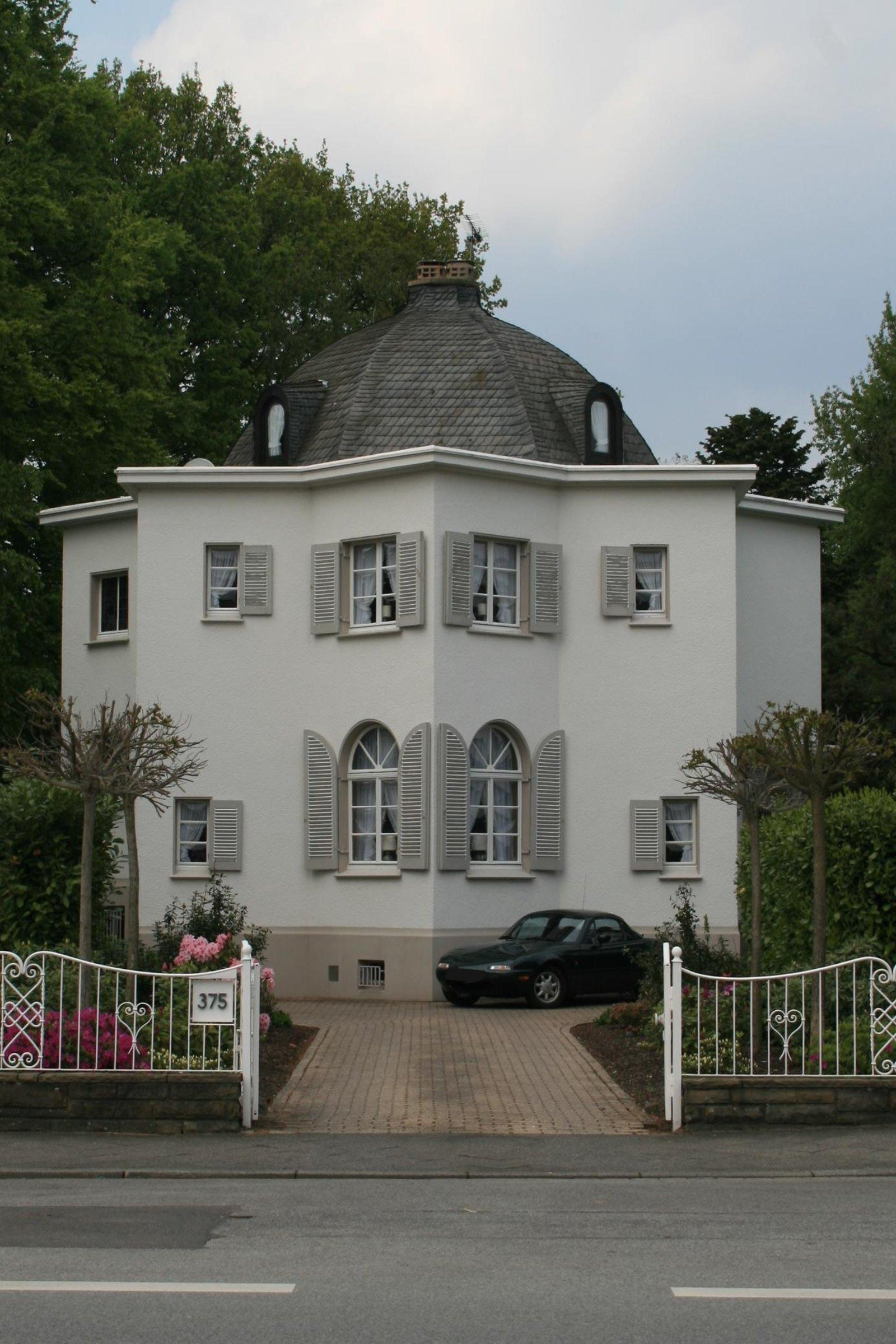
Wohnhaus (2010)

Das Wohnhaus Großheide 375 steht im Stadtteil Windberg in Mönchengladbach (Nordrhein-Westfalen).
Das Gebäude wurde 1927 erbaut. Es wurde unter Nr. G 050  am 7. September 1995 in die Denkmalliste der Stadt Mönchengladbach eingetragen.

## Lage
Das Wohnhaus steht im Nordosten des Stadtteils Windberg in der „Großen Heide“.

## Architektur
Das Gebäude wurde als betonter Mittelpunkt einer formalgestalterisch aufeinanderbezogenen Dreihäusergruppe errichtet. Es ist als zweigeschossiger Putzbau auf sternförmigem Grundriss in den Formen eines kubistischen Expressionismus ausgeführt. Horizontalgliederung durch abgesetzten Kellersockel und weit vorkragendes Traufgesims. Erschließung des Gebäudes von der rechten Seitenachse.
Eine einläufige Treppe führt zum mehrfach profilierten Hauseingang, den ein konsolgestütztes Holz-Vordach schützt. Die differenziert formulierten Fensteröffnungen betonen in ihrer Anordnung das Außergewöhnliche der Baukörperform. Die mittelaxiale, spitzwinklige Gebäudeausbildung zeigt im Erdgeschoss an jeder Seite jeweils ein hohes Rundbogenfenster; darüber im Obergeschoss zwei kleiner dimensionierte Rechteckfenster. In der ebenen Wandfläche rechts und links flankierend in beiden Geschossen jeweils ein kleines Hochrechteckfenster in geschossweise versetzter Anordnung.
An allen Fenstern (der Vorderfront) Schlagläden neueren Datums. An den Seitenfronten in jedem Geschoss ein einzelnes Fenster als Querrechteck. Der Rückfront vorgelagert ist ein späterer Anbau (vor dem Zweiten Weltkrieg) in segmentbogiger Auswölbung. Die Wandfläche des Souterrains ist in ganzer Breite als Fensterbildung aufgelöst; die Rundung des darüberliegenden Geschosses öffnen fünf, durch ein Sohlbankgesims miteinanderverbundene Rundbogenfenster.
Die große Dachterrasse des Vorbaus erschließt das Obergeschoss des ursprünglichen Gebäudes, das auch hier noch den original sternförmigen Grundriss aufweist. Der dem Souterrain rechts angegliederte, langgestreckte Anbau ist aus den 1970er Jahren und nicht schützenswert. Ein schiefergedecktes Glockendach mit drei rundbogigen Gauben schließt das Gebäude ab. Der zum Straßenraum hin abgrenzende Vorgarten ist ohne Einfriedung in die Unterschutzstellung einzubeziehen.